# 1. српска бригада ВРС
1. српска пешадијска бригада је била једна од јединица Војске Републике Српске. Бригада је основана у октобру 1994, по наредби Генералштаба ВРС како би учествовала у противудара на Бихаћ.

## Састав и наоружање
Бригада је у свом саставу је имала четири батаљона: три из Првог крајишког копруса (по један из 43. приједорске и 27. пешадијске бригаде и један мешовити) и један батаљон из Источно-босанског корпуса, вод хаубица 122 mm и вод минобацача 120 mm. Број бораца у бригади стално се смањивао, тако да је половином 1995. године износио око 1.000.

## Ратни пут
Бригада је уведена у борбу за напад на правцу Крупа на Уни – Бихаћ дана 31. 10. 1994. у операцији Штит. По избијању у рејон Грабежа, у другој етапи операције, пребачена је на падине Пљешевице за напад на Бихаћ општим правцем село Баљевац – село Ведро Поље – Бихаћ.
У току напада Хрватске војске на Републику Српску у операцији Маестрал, бригада се бранила на кањону, на десној обали реке Уне, одакле се повукла 15. септембра 1995. године, појавом Хрватске војске на Оштрељу, иза леђа бригаде.

## Послератни пут
По завршетку ангажовања на овом правцу, борачки састав из ове бригаде вратио се у своје матичне јединице.